# Верхньоеконське сільське поселення
Верхньоеко́нське сільське поселення (рос. Верхнеэконское сельское поселение) — сільське поселення у складі Комсомольського району Хабаровського краю Росії.
Адміністративний центр та єдиний населений пункт — село Верхня Еконь.

## Історія
Станом на 2002 рік існувала Еконська сільська адміністрація.

## Населення
Населення сільського поселення становить 484 особи (2019; 531 у 2010, 483 у 2002).